# Kanelbulle

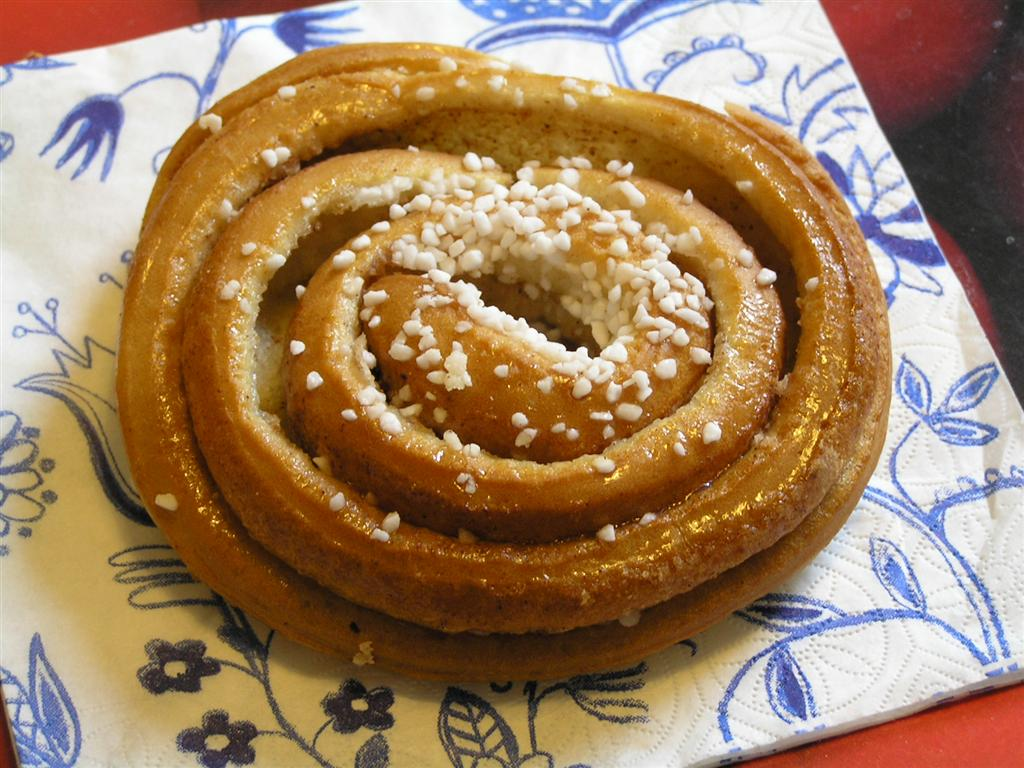
Suécia: kanelbulle do tipo kanelsnäcka (concha de canela)

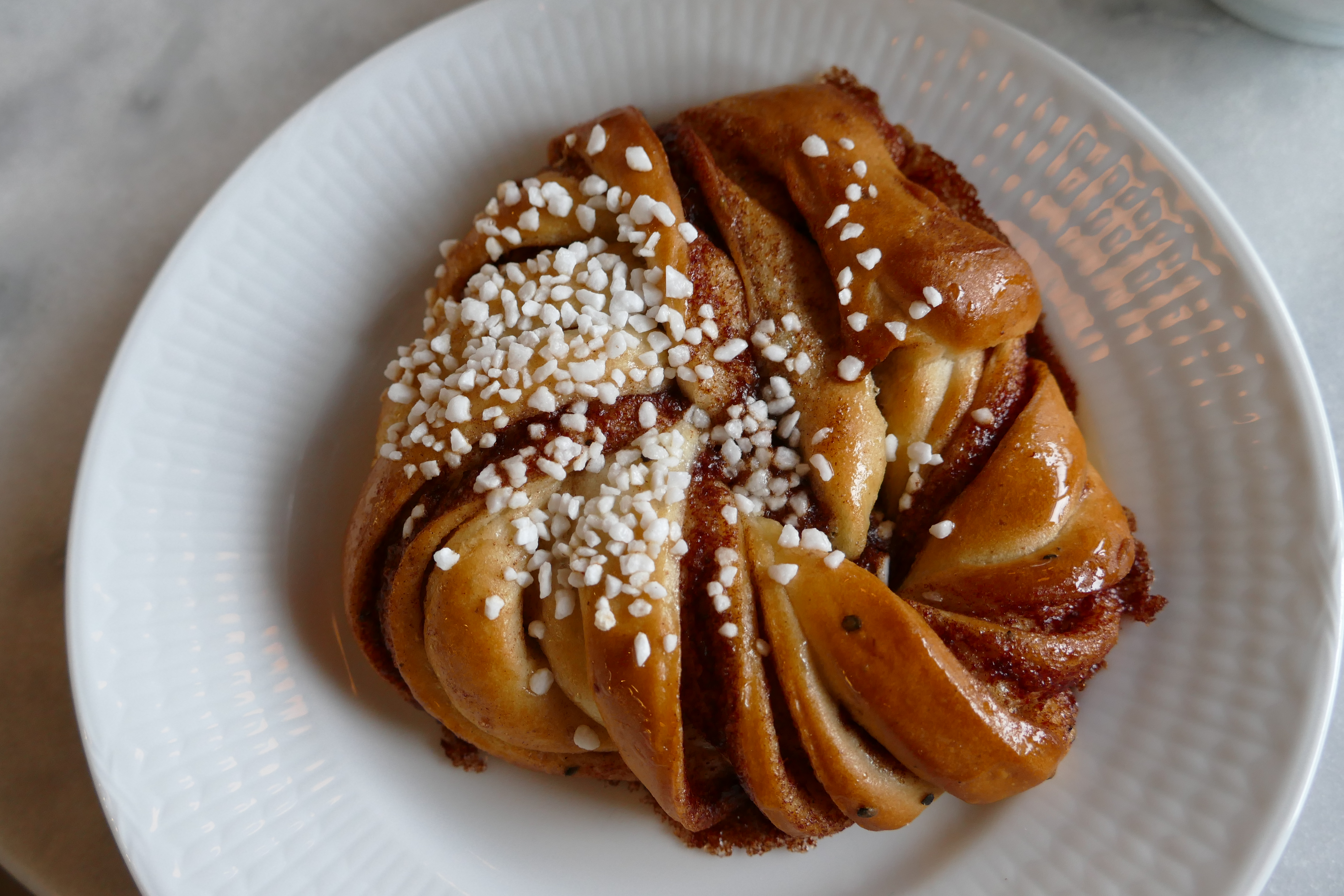
Suécia: kanelbulle do tipo kanelknut (nó de canela).

Kanelbulle (plural em Sueco: kanelbullar) é um bolo sueco criado nos anos 20 do século XX. O seu nome significa, em português, "bolo de canela". Foi introduzido numa altura em que existia alguma escassez de ingredientes, em consequência da primeira guerra mundial.
Pode apresentar várias formas. A forma mais conhecida é em espiral, lembrando um caracol, designada em sueco como kanelsnäcka (concha de canela). É também comum a forma em nó, designada em sueco como kanelknut (nó de canela) ou kanelsnurra (pião de canela).
Os ingredientes principais da massa são farinha de trigo, leite, açúcar, manteiga ou margarina e, por vezes, também cardamomo. O recheio pode ser confeccionado com manteiga ou margarina, açúcar, especiarias, frutas e canela. São polvilhados com açúcar grosso, comum na Escandinávia (conhecido na Suécia por pärlsocker) e pincelados com ovo, antes de irem ao forno.
Em 1999, foi instituído, na Suécia, o dia do kanelbulle (kanelbullens dag). É celebrado no dia 4 de Outubro todos os anos. Tornou-se tão popular que até os cerca de 2000 suecos residentes na Nova Zelândia o celebram atualmente.

## Noruega

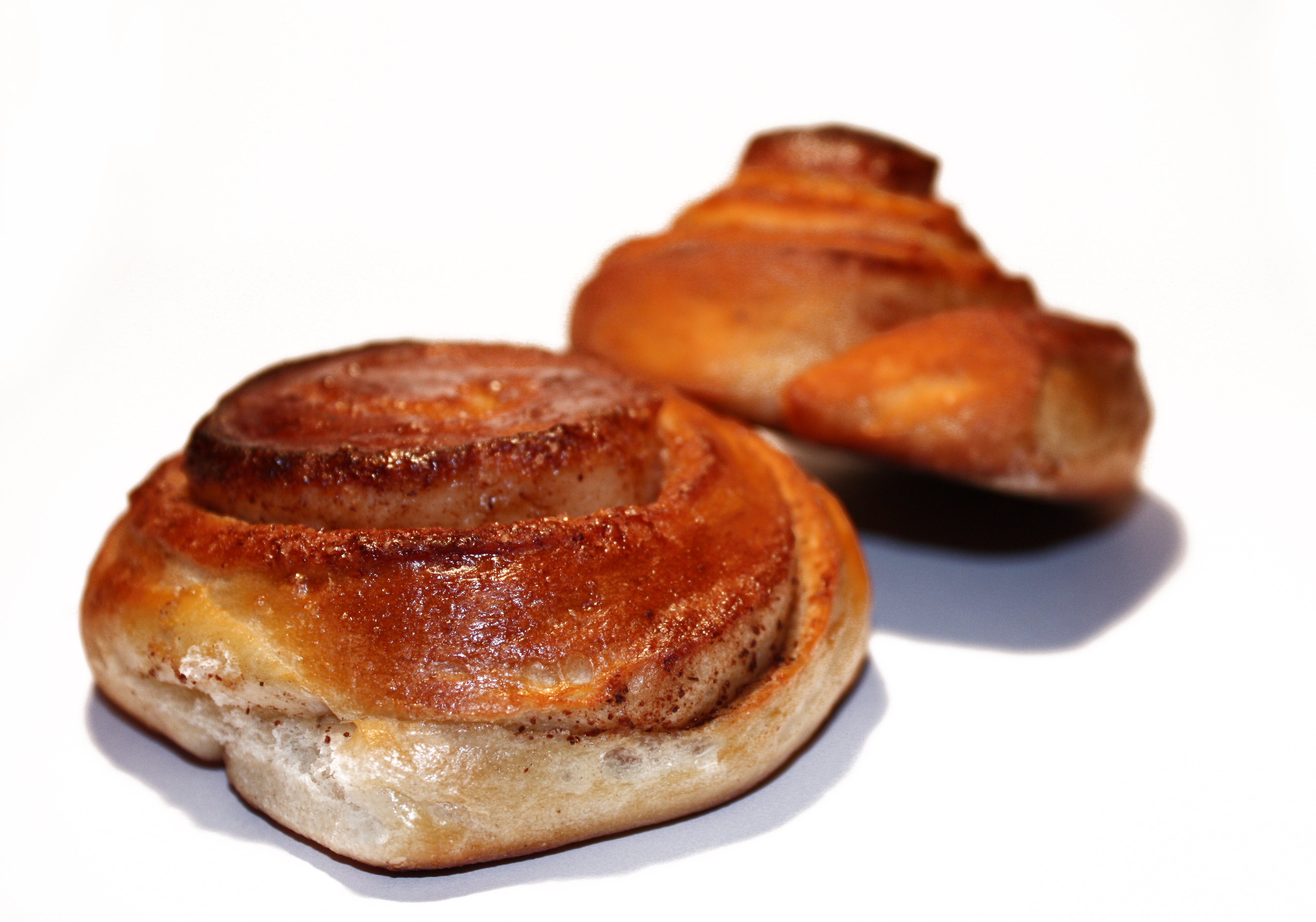
Skillingsbolle (Noruega)

Dada a proximidade geográfica da Suécia, estes bolos existem também na Noruega, onde são conhecidos como
kanelbolle, kanel i svingane ou skillingsbolle. Este último nome deriva de uma antiga moeda norueguesa  denominada skilling e do facto dos terem custado apenas um skilling, no passado. São particularmente populares em Bergen, onde é comum discutir-se onde se compram os melhores bolos deste tipo.

## Dinamarca

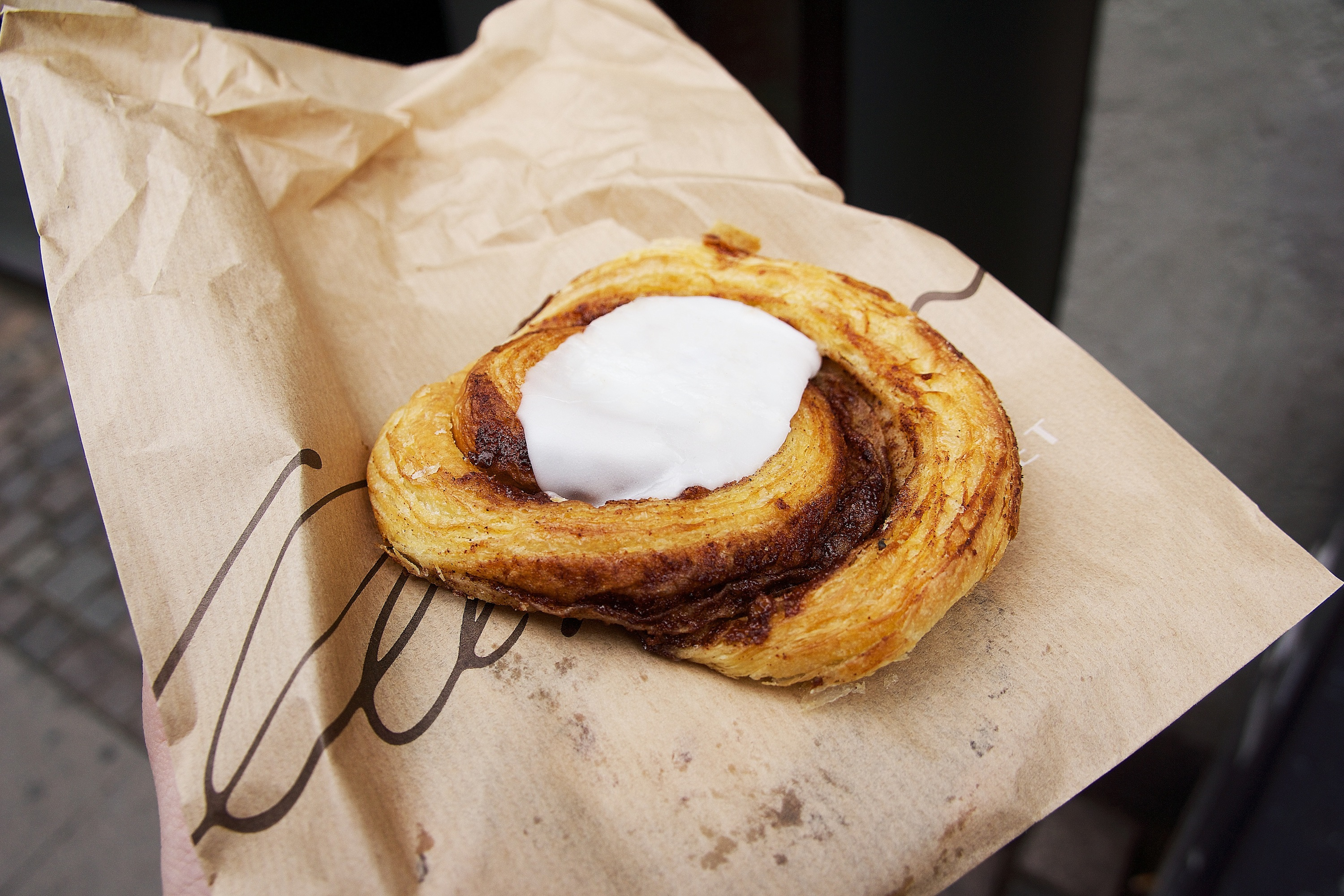
Kanelsnegl (Dinamarca)

Na Dinamarca, existe um bolo semelhante ao kanelbulle conhecido como kanelsnegl (significando "caracol de canela", em dinamarquês).
Ao contrário do seu congénere sueco, é preparado com massa folhada do tipo wienerbrød. Esta pode também incluir cardamomo, para além da canela.
Pode ser parcialmente coberto com um glacê (uma película de calda de açúcar de confeiteiro).
Em algumas pastelarias, é também designado como onsdagssnegl (significando "caracol de quarta-feira", em dinamarquês). A origem deste nome remonta aos anos 1990, altura em que a então muito popular seleção dinamarquesa de futebol costumava jogar às quarta-feiras e algumas pastelarias aproveitaram para associar o bolo aos jogos, fazendo aumentar a popularidade deste.

## Finlândia

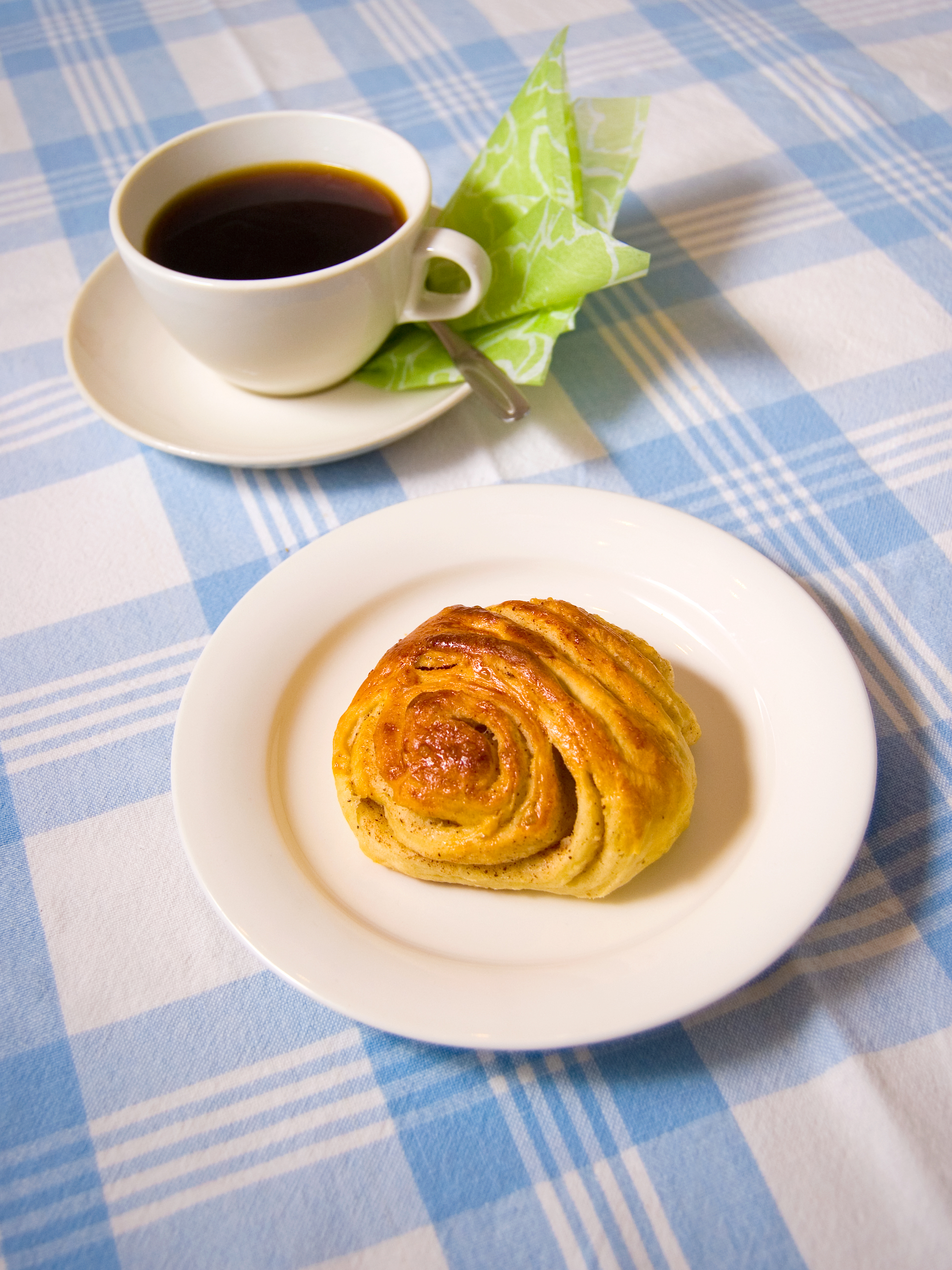
Korvapuusti

A culinária da Finlândia apresenta um bolo da família do caracol de canela conhecido como korvapuusti.
O seu nome significa aproximadamente "puxão de orelhas" em finlandês, sendo composto pelas palavras "korva" (orelha) e "puusti" (chapada). Este nome é derivado da forma invulgar do bolo, que faz lembrar duas orelhas diametralmente opostas.
Pode apresentar até 20cm de diâmetro e pesar até 200g.
É preparado com uma massa à base de farinha de trigo e fermento de padeiro, aromatizada com cardamomo.
O korvapuusti é considerado um elemento importante e omnipresente da cultura finlandesa. É tão popular que a maioria das embalagens de farinha nos supermercados apresenta uma receita de korvapuusti. É comum as famílias prepararem-no de raiz em casa, nos fins-de-semana. Segundo os pasteleiros profissionais, o segredo para um korvapuusti perfeito é a quantidade de açúcar e manteiga.
Os finlandeses têm apreciado versões do korvapuusti desde o século XVIII. Os bolos de trigo chegaram à Finlândia provenientes da Alemanha, via Suécia nesse século, mas destinavam-se apenas às classes mais altas. Em finais do século XIX, o korvapuusti chegou também às cozinhas das famílias menos abastadas. Tornou-se gradualmente mais popular sobretudo após a segunda guerra mundial, quando se tornou mais fácil encontrar os ingredientes para a sua preparação.
A língua finlandesa dispõe da palavra pullakahvit para descrever a ação de tomar café com um bolo. Muitas vezes, o bolo a que se refere é um korvapuusti.